# Dương Thiện Hội
Dương Thiện Hội (chữ Hán: 杨善会, ? – ?), tên tự là Kính Nhân, người huyện Hoa Âm, quận Hoằng Nông , là quan cuối đời Tùy trong lịch sử Trung Quốc.

## Cuộc đời và sự nghiệp
Cha ông là Dương Sơ, làm đến chức thái thú Bì Lăng.
Giữa những năm Đại Nghiệp (605 – 617) đời Tùy Dượng Đế, Thiện Hội làm Du (huyện) lệnh, được tiếng thanh liêm. Khi ấy Sơn Đông có nạn đói, dân chúng tụ tập làm cướp, ông soái mấy trăm bộ hạ đánh đuổi, thường giành thắng lợi. Thủ lĩnh Trương Kim Xưng đưa mấy vạn nghĩa quân đến đóng đồn ở ngoài huyện, đốt phá cướp bóc, quan quân không ngăn nổi. Thiện Hội gắng sức chống lại, giao chiến với nghĩa quân, có ngày đánh vài trận, không để bọn họ xâm phạm huyện thành. Đoàn Đạt đưa quan quân đến dẹp, ông hiến kế, Đạt không theo, nên thất bại. Đạt biết tài Thiện Hội, lần sau theo kế, quả nhiên đánh bại nghĩa quân.  
Trương Kim Xưng lại cùng các thủ lĩnh Tôn Tuyên Nhã, Cao Sĩ Đạt đánh phá Lê Dương rồi về, Thiện Hội đưa ngàn tinh binh tập kích giữa đường, phá được, được thăng bái làm Triều thỉnh đại phu, Thanh Hà quận thừa. Kim Xưng tập hợp lực lượng, cướp bóc Quan Thị . Ông theo Bình Nguyên thông thủ Dương Nguyên Hoằng đưa mấy vạn bộ kỵ tập kích doanh trại nghĩa quân. Vũ bôn lang tướng Vương Biện cũng đưa quân đến, Kim Xưng bỏ Quan Thị về cứu, đánh bại Biện, Thiện Hội chọn 500 tinh binh đến giúp, đẩy lui nghĩa quân, Biện mới chạy thoát. Kim Xưng về giữ doanh trại, quan quân các nơi cũng lui đi.  
Khi ấy Sơn Đông loạn lạc, giặc cướp khắp nơi, quận huyện nối nhau thất thủ, chi có Thiện Hội ở huyện Du là chưa từng thất bại, nhưng thế lực yếu kém, không làm gì được. Đến lúc Thái phó Dương Nghĩa Thần dẹp Kim Xưng, theo kế của ông, vờ núng thế rồi tập kích, phá được doanh trại, bắt hết nghĩa quân. Kim Xưng trốn về Chương Nam , chiêu tập tàn dư. Thiện Hội tìm bắt được, chém đầu, gởi đến Hành tại. Tùy Dượng đế ban cho các binh khí ngự dụng là giáp, sóc, cung, kiếm, thăng bái làm Thanh Hà thông thủ. Năm ấy (616), theo Dương Nghĩa Thần đánh dẹp thủ lĩnh Cao Sĩ Đạt, chém được, truyền đầu đến hành cung Giang Đô, đế hạ chiếu khen ngợi.  
Thủ lĩnh nghĩa quân ở Lâm Thanh là Vương An cậy có vài ngàn người, đi lại với bộ tướng cũ của Cao Sĩ Đạt là Đậu Kiến Đức, Thiện Hội tập kích An, chém được. Đậu Kiến Đức xâm phạm Thanh Hà, ông đưa quân chống lại, thất bại, đóng chặt cửa thành cố thủ. Thành bị vây hơn 4 tuần thì bị hãm, Thiện Hội bị bắt. Đậu Kiến Đức cởi trói, tiếp đãi theo lễ, muốn dùng làm Bối Châu thứ sử, ông mắng rằng: "Tên giặc già sao dám học đòi kẻ quốc sĩ! Hận rằng ta sức cạn, không thể tóm bọn mày. Ta há vì bọn vô lại chúng mày mà phản bội triều đình, còn muốn làm quan tướng hay sao?" Thiện Hội khí thế hiên ngang, lời lẽ bất khuất; Kiến Đức muốn tha, nhưng bộ hạ của Kiến Đức không ít là người cũ của Trương Kim Xưng, Cao Sĩ Đạt, họ đều xin giết; lại biết không thể dùng, nên giết chết ông. Quan dân Thanh Hà nghe tin, không ai không đau xót.  